# The Void (film)
Pour les articles homonymes, voir The Void.
Pour plus de détails, voir Fiche technique et Distribution.
The Void (litt. « Le vide ») est un film d'horreur canado-américano-britannique écrit et réalisé par Jeremy Gillespie et Steven Kostanski, sorti en 2016.

## Synopsis
Un agent de police découvre un homme ensanglanté sur une route déserte et l'emmène en urgence à l'hôpital. Rapidement, d'étranges individus entourent le lieu et les patients commencent à devenir fous. Le policier va alors découvrir à l'intérieur de l'hôpital une porte vers un monde démoniaque.

## Fiche technique
- Titre original : The Void
- Réalisation et scénario : Jeremy Gillespie et Steven Kostanski
- Direction artistique : Henry Fong et Jeremy Gillespie
- Décors : Brendan Callaghan
- Costumes : Tisha Myles
- Photographie : Samy Inayeh
- Montage : Cam McLauchlin
- Musique : Blitz//Berlin, Joseph Murray, Menalon Music et Lodewijk Vos
- Production : Jonathan Bronfman et Casey Walker
- Sociétés de production : Cave Painting Pictures, JoBro Productions, 120db Films, XYZ Films et The Salt Company
- Sociétés de distribution : D Films (Canada), Signature Entertainment (Royaume-Uni), Screen Media Films (États-Unis)
- Pays d'origine :  Canada /  États-Unis /  Royaume-Uni
- Langue originale : anglais
- Format : couleur - 35 mm
- Genre : horreur
- Durée : 90 minutes
- Date de sortie :
  - États-Unis : 22 septembre 2016 (Fantastic Fest)[1] ; 21 mars 2017 (sortie nationale)
  - Royaume-Uni : 21 mars 2017
  - Canada : 7 avril 2017
- Interdit aux moins de 12 ans avec avertissement ou moins de 16 ans.

## Distribution
- Aaron Poole (VF : Jean-Pierre Leblan) : Daniel Carter
- Kenneth Welsh (VF : Frédéric Cerdal) : Dr Richard Powell
- Daniel Fathers (VF : Yann Pichon) : Vincent, le père de Simon
- Kathleen Munroe (VF : Pauline de Meurville) : Allison Fraser
- Ellen Wong (VF : Sophie Planet) : Kim
- Mik Byskov (VF : Alexandre Coadour) : Simon, le fils de Vincent
- Grace Munro (VF : Lucille Boudonnat) : Maggie
- Evan Stern (VF : Charles Mendiant) : James
- James Millington (VF : Jean-Christophe Lecomte) : Ben
- Art Hindle (VF : Alexandre Coadour) : Mitchell
- Stephanie Belding (VF : Emma Gariepy) : Beverly
- Matt Kennedy (VF : Alexandre Coadour) : Cliff Robertson

Version française
- Direction artistique : Jean-Pierre Leblan
- Adaptation : Alexandre Desbets-Jestaire

## Production
Le tournage commence le 17 novembre 2015 à Sault-Sainte-Marie en Ontario au Canada.

## Accueil
Le film est sélectionné et présenté le 22 septembre 2016 au Fantastic Fest, ainsi qu'au Toronto After Dark Film Festival en octobre 2016.
La bande originale est distribuée le 4 octobre 2017 par Death Waltz Recordings.